# Тенор (духовой инструмент)
Тенор, теноргорн (нем. Tenorhorn) — медный духовой музыкальный инструмент семейства саксгорнов. Вместе с корнетами, альтами, баритонами и тубами тенор входит в основную группу инструментов духового оркестра.
Натуральный звукоряд тенора в строе B (си-бемоль большой октавы) ниже звукоряда корнета и трубы на октаву и ниже альта на кварту, при этом совпадает со звукорядом баритона (тенор отличается от баритона меньшей мензурой и тембром звучания). В реальном звучании:
Нотируется на большую нону (большую секунду через октаву) выше реального звучания (транспонируемый инструмент):
Диапазон звучания от ми большой октавы до си-бемоль первой.
Существует два вида теноров — прямоугольный тенор английской системы с помповыми вентилями (тенор-саксгорн, теноргорн) и овальный тенор немецкой системы с поворотными вентилями (тенор-бюгельгорн).
В английской системе классификации саксгорнов тенором называется альт в строе Es (ми-бемоль), а сам тенор — баритоном, в то время как действительно баритон именуется эуфониумом.
Аналогичными тенору по строю другими медными духовыми инструментами (кроме баритона) являются тенор-тромбон in B и редко встречающаяся бас-труба in B.